# Koto (band)
Koto was een Italiaans  spacesynth-band. De groep werd opgericht in 1982 door Anfrando Maiola en Stefano Cundariego. In 1989 ging Michiel van der Kuy (bekend van andere spacesynthbands, zoals Laser Dance, Proxyon en Rygar) ook opnemen onder de naam Koto.

## Geschiedenis
In de jaren 80 bestond het activiteitenprofiel van Koto uit het uitgeven van muziek in de genres italodisco en spacesynth (spacesynth is een vorm van italodisco). In 1989 kocht het Duitse label ZYX de uitgeverij Memory Records, inclusief de rechten op de naam Koto en de gehele muziekgroep. Betrokken was de componist Michiel van der Kuy, die op hetzelfde moment spacesynthmuziek maakte voor Laser Dance en het eerste album opnam onder de naam Koto Masterpieces. Dat album bevatte zowel nieuwe versies van oude nummers als nog niet eerder uitgegeven liedjes. Van der Kuy nam als Koto drie cd's op: het volledig originele From the Dawn of Time en twee platen met covers van bekende nummers uit films en elektronische muziek. In 1990 nam Anfrando Maiola voor ZYX Records de single Champion's Cue op onder de naam van Koto. Van der Kuy stopte in 1994 met zijn werk voor Koto en legde tevens zijn activiteiten neer bij de groep Laserdance.
In 1992 overleed Stefano Cundari aan de gevolgen van een hersentumor. Dit betekende het einde van Koto's activiteiten in hun huidige vorm. Maiola herkreeg later de rechten op de naam, maar zijn nieuwe producties weken kwalitatief sterk af van eerdere uitgaven.

## Discografie

### Albums
1. 1989: Masterpieces
2. 1990: Plays Synthesizer World Hits
3. 1992: From The Dawn Of Time
4. 1993: ...Plays Science-Fiction Movie Themes
5. 2014: The Original Masterpieces

### Compilatiealbums
1. 1987: Koto / This Year's Blonde - The Koto Mix / Who's That Mix
2. 1991: The Maxi-CD Collection Of Koto
3. 1992: Mind Machine
4. 1995: The 12" Mixes
5. 2003: Electronic Hits
6. 2006: MP3 Максимум Удовольствия (MP3 Maximum Pleasure) (cd-rom)
7. 2015: Greatest Hits & Remixes

### Singles
1. 1982: Chinese Revenge
2. 1983: Japanese War Game
3. 1985: Visitors
4. 1985: Koto / Cyber People - Visitors (Swedish Remix) / Void Vision
5. 1986: Jabdah
6. 1986: Japanese War Game / Chinese Revenge (Hot Disco Version)
7. 1987: The Koto Mix / Jabdah (Megamix)
8. 1988: Dragon's Legend
9. 1988: Dragon's Megamix
10. 1989: Chinese Revenge (Asia Version)
11. 1989: Time
12. 1990: Acknowledge
13. 1990: Champion's Cue
14. 1992: Mechanic Sense
15. 1992: Mind Machine
16. 1995: Jabdah & Dragon's Legend
17. 1998: Laser Dance / Koto - Humanoid Invasion / Visitors
18. 1998: Koto / Gaznevada -  Japanese Wargame / I.C. Love Affair
19. 1999: Koto / Laserdance / Trilithon -  In Concert
20. 2001: Club Classics 02
21. 2001: Koto Is Still Alive
22. 2003: Planet X (KotoX)
23. 2003: Blow The Whistle